# Morawski (herb szlachecki)
Morawski – polski herb szlachecki, odmiana herbu szlacheckiego Nałęcz.

## Opis herbu
W polu czerwonym pomłość srebrna.
Klejnot: trzy pióra strusie, z których środkowe przeszyte strzałą w skos na opak, między dwoma tykami jelenia.
Labry: czerwone, podbite srebrem.

## Najwcześniejsze wzmianki
Herb po raz pierwszy pojawia się w Tablicach odmian herbowych Teodora Chrząńskiego.

## Herbowni
Gołyszewski, Morawski, Morański.